# Molly Goodman
Molly Goodman (Adelaida, 19 de febrero de 1993) es una deportista australiana que compite en remo.
Ganó cuatro medallas en el Campeonato Mundial de Remo entre los años 2017 y 2023.
Participó en dos Juegos Olímpicos de Verano, ocupando el séptimo lugar en Río de Janeiro 2016 y el quinto en Tokio 2020, en la prueba de ocho con timonel.

## Palmarés internacional
| Campeonato Mundial | Campeonato Mundial        | Campeonato Mundial | Campeonato Mundial |
| Año                | Lugar                     | Medalla            | Prueba             |
| ------------------ | ------------------------- | ------------------ | ------------------ |
| 2017               | Sarasota (Estados Unidos) | Medalla de oro     | Cuatro sin timonel |
| 2018               | Plovdiv (Bulgaria)        | Medalla de plata   | Cuatro sin timonel |
| 2019               | Ottensheim (Austria)      | Medalla de plata   | Ocho con timonel   |
| 2023               | Belgrado (Serbia)         | Medalla de bronce  | Ocho con timonel   |